# Temnothorax microreticulatus
Temnothorax microreticulatus (лат.) — вид мелких муравьев из рода Temnothorax подсемейства Myrmicinae. Эндемик Индии.

## Распространение
Индомалайская зона. Найден в Индии (Химачал-Прадеш) на высотах от 1845 до 2100 м.

## Описание

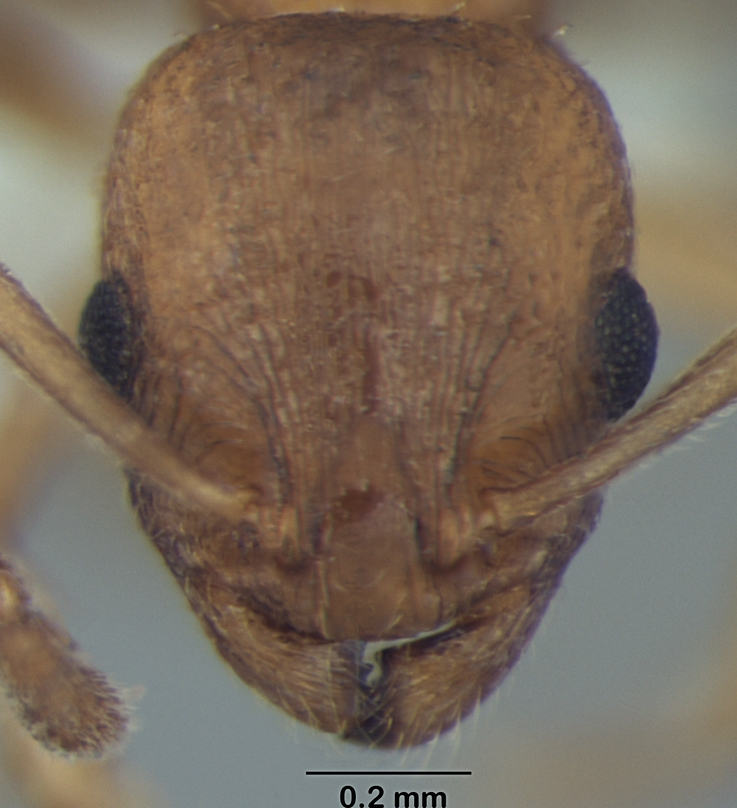
Голова рабочего

Небольшие муравьи, размер рабочих варьирует в пределах 2,8—3,4 мм, самок — 3,82 мм. Длина головы рабочих составляет 0,70—0,75 мм, у самок — 0,77 мм. Усики 12-члениковые. Все тело от светло- до темно-жёлтого с красноватым оттенком, за исключением средних тергитов брюшка, которые коричневые; волоски желтовато-белые.

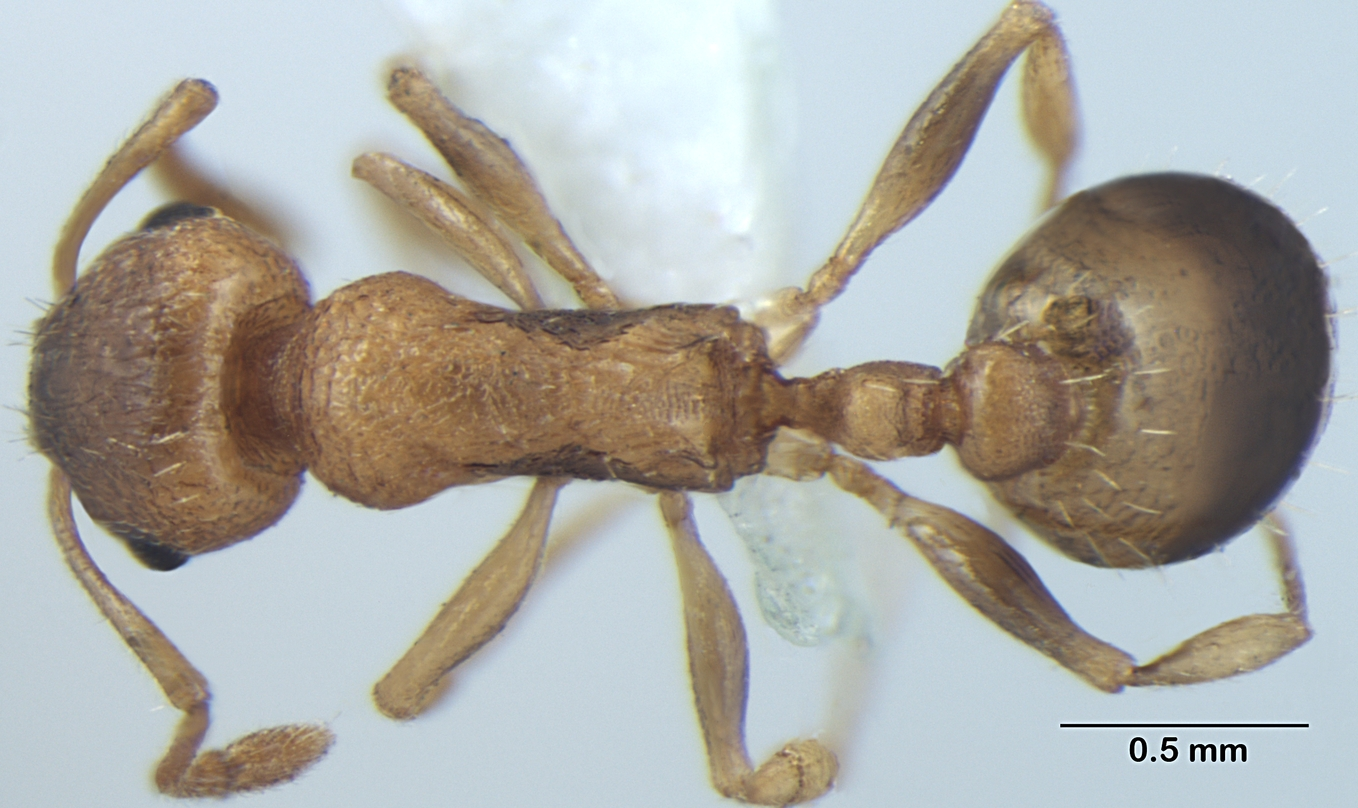
Рабочий сверху

По сравнению с остальными индийскими видами, этот вид хорошо отличается отчетливой скульптурой головы и мезосомы. Однако этот вид похож на Temnothorax nordmeyeri, но его можно легко отделить от него по длине проподеальных шипов, так как у T. nordmeyeri проподеальные шипы очень длинные (длина шипа PSL = 0,20—0,23 мм), в то время как проподеальные шипы значительно короче у Temnothorax microreticulatus (PSL = 0,09—0,11 мм). У T. nordmeyeri скапус выходит за задний край головы на 1/6 своей длины, тело равномерно бледно-жёлтое, но у T. microreticulatus скапус несколько короче, достигая заднего края головы и середина тергитов брюшка коричневая.
Впервые был описан в 2012 году индийскими мирмекологами H. Bharti и I.Gul (Punjabi University, Индия), а также немецким энтомологом A.Schulz (Дормаген, Германия) по материалу из Индии.

## Этимология
Вид назван по признаку микросетчатой скульптуры головы и груди.